# Internationella luftfartsutställningen i Göteborg 1923

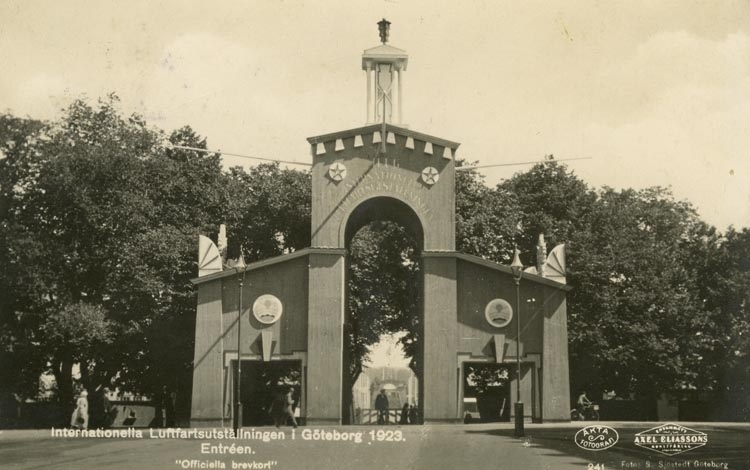
Entrén till Internationella luftfartsutställningen.

Junkers monter i stora hallen vid Internationella luftfartsutställningen.

Handley Pages monter i stora hallen vid Internationella luftfartsutställningen.

"Svenska maskiner i flyghamnen. Svenska militärflygförläggningen, J-23"

Internationella luftfartsutställningen i Göteborg 1923 (ILUG 1923) var en internationell flygsutställning i Göteborg år 1923, del av Jubileumsutställningen då staden firade sitt 300-årsjubileum.
Själva utställningen hölls den 20 juli till den 12 augusti på Heden, medan de internationella flygtävlingarna, som också var en del av Internationella luftfartsutställningen, anordnades 4–12 augusti på det nybyggda Torslanda flygfält.

## Bakgrund
Sedan det i början av år 1920 beslutats om att genomföra stadens 300-årsjubileum, togs det initiativ till att flyget skulle bli en del av Jubileumsutställningen. Initiativtagarna kom från Svenska Aeronautiska Sällskapet/Aeroklubben och bestod av kamrer C. R. Cramér, direktörerna Osvald Arnulf-Olsson och John Lithander, ingenjör Erik Bergendahl och löjtnant Nils Eriksson. Kommittén för ILUG konstituerades den 28 augusti 1920.
Stöd gavs från Kungliga svenska aeroklubben (KSAK) och jubileumsutställningens organisatörer, bland annat genom att landshövdingen Oscar von Sydow, som var ordförande i jubileumsstyrelsen och Aeroklubben i Göteborg, blev ordförande i ILUG:s styrelse och KSAK:s ordförande Herman Wrangel blev förste vice ordförande.
På flygutställningen i Paris 1922 genomfördes lobbying för att öka intresset för den kommande utställningen i Göteborg. Bland annat framhölls det i avslutningstalet vid Parissalongen att den kommande luftfartsutställningen i Göteborg skulle ha stor betydelse för luftfartens utveckling i norra Europa. Intresset blev stort, varför utställningsmontrarnas storlek fick begränsas.
Utställningsaffischen skapades av konstnären Carl Meurling.  Den 5 augusti klockan 14.00 invigde kronprins Gustav Adolf  Torslanda flygfält. Invigningen skulle ha skett den 4 augusti klockan 15.00, men sköts upp på grund av dåligt väder.

## Utställningen
Utställningen hölls på Heden och invigdes den 20 juli av kung Gustav V och pågick fram till den 12 augusti. De största utställarländerna var Storbritannien, Frankrike och Tyskland. Övriga utställarländer var Sverige, Tjeckoslovakien, Italien, Holland, USA  och Schweiz. Den totala utställningsytan var på 7 000 kvadratmeter. Bland utställarna fanns AV Roe, Bristol, Gloucester, Fairey, Handley Page, Vickers, Siddeley, Breguet, Caudron, Farman, Caspar, Dornier, Junkers, Fokker och Svenska Aero. Totalt fanns det omkring 150 anmälda flygplan från elva länder, även om inte alla kom fram.

## Generalkonferensen
I samband med utställningen höll Fédération Aéronautique Internationale sin generalkonferens den 8–11 augusti, där välkomsttalet hölls av KSAK:s ordförande Herman Wrangel. Deltagarna i konferensen kom från flertalet länder i Europa, men även från Sydamerika, Kina och Japan och de representerade regeringar, luftfartsmyndigheter eller statliga verk.

## Flygtävlingarna
I samband med utställningen genomfördes ett antal flygtävlingar på det nyinvigda Torslanda flygfält. Den första var ankomsttävlingen där man flög från Rotterdam via Bremen och Köpenhamn med landflygplan, medan sjöflygplanen flög via Norderney och Köpenhamn. Tävlingen var öppen för icke statsägda flygplan och hade nitton anmälningar. Av de anmälda startade inte mer än hälften. Segrare, genom att vara den förste flygaren, som efter klockan 16.00 på invigningsdagen den 4 augusti passerade över mållinjen på Torslanda, blev löjtnanten Nils Söderberg med en fransk Breguet 14 B2 och som belönades med Gustav V:s hederspris på 10 000 kronor, samt med Göteborgs stads pris på 4 000 kronor. Söderberg passerade mållinjen 1 minut och 36 sekunder efter klockslaget för tidigaste ankomst. Vädret var dåligt med dimma, regn och stormbyar och Söderberg tvingades att flyga på endast 100 meters höjd. Trafikflygtävlingen, som flög rutten Torslanda–Köpenhamn–Malmö–Torslanda, pågick i fem dagar och startade den 7 augusti. Segrare blev engelsmannen Alan Cobham med en Havilland 50. Tävlingen för sport- och turistflygplan var öppen för land- eller sjöflygplan med högst 110 hästkrafters motorstyrka. Segrare blev Clemens Bücker med en Heinkel HE 3. John Lithanders tävling var öppen för svenska militärflygare ur armén och marinen. Segrare i John Lithanders tävling blev löjtnant Magnus Bång, sedermera förste chefen för F9.
Under flygutställningen genomfördes även informella formations- eller patrullflygningar med militära flygplan, liksom uppvisningar i form av bland annat konstflygning och fallskärmshopp.
Den 29 juli genomfördes en ballongflygtävling, vilken startade på Heden. Tre ballonger, samtliga svenska, deltog i tävlingen om vandringspriset "Andrépokalen". Landning skedde i trakten av Borås och segrare blev löjtnant C-G Ekelöf.

## Epilog
Internationella luftfartsutställningen blev en stor framgång för arrangörerna och det var den största internationella flygutställningen som dittills hållits i världen. Förlusten blev dock 230 000 kronor. För att täcka förlusten hemställde styrelsen för utställningen hos Kungl. Maj:t om understöd motsvarande en halv dragning i ett penninglotteri.